# Дулван ле Пти
Дулван ле Пти (фр. Doulevant-le-Petit) насеље је и општина у североисточној Француској у региону Шампањ-Арден, у департману Горња Марна која припада префектури Сен Дизје.
По подацима из 2011. године у општини је живело 51 становника, а густина насељености је износила 16,83 становника/km². Општина се простире на површини од 3,03 km². Налази се на средњој надморској висини од 185 метара.

## Демографија
| 1962. | 1968. | 1975. | 1982. | 1990. | 1999. | 2011. |
| ----- | ----- | ----- | ----- | ----- | ----- | ----- |
| 25    | 32    | 19    | 24    | 28    | 36    | 51    |

График промене броја становника у току последњих година